# FFC Vorderland
El FFC Vorderland es un club de fútbol femenino austríaco con sede en Sulz, Vorarlberg. Participa en la Bundesliga Femenina de Austria, máxima categoría del fútbol femenino en ese país. Hace de local en el Sportplatz an der Ratz con una capacidad para 800 espectadores.

## Altas y bajas 2016
| Jugador             | Posición  | Procedencia               | Tipo     |
| ------------------- | --------- | ------------------------- | -------- |
| Ysaura Viso         | Delantera | Estudiantes de Guárico FC | Cesión   |
| Sheila Sánchez Pose | Defensa   | ?                         | Traspaso |

| Jugador | Posición | Destino | Tipo |
| ------- | -------- | ------- | ---- |

## Actual Directiva 2016
| Cargo              | Nombre                |
| ------------------ | --------------------- |
| Presidente         | Reinhard Niederländer |
| Director deportivo | Ewald Bachmann        |
| Director Técnico   | Bernhard Summer       |
| Asistente Técnico  | Harald Hatzer         |

## Palmarés
- 2. Frauenliga Austria (0):

- Copa Austria de Fútbol Femenino (0):

## Entrenadores
| Entrenador      | Período       |
| --------------- | ------------- |
| Bernhard Summer | 2012-presente |